# 二川文太郎
二川 文太郎（ふたがわ ぶんたろう、1899年6月18日 - 1966年3月28日）は、日本の映画監督、脚本家である。脚本家としての名は紫之塚 乙馬（しのづか おつま）、駒田 通（こまだ とおる）である。阪東妻三郎主演、無声映画史上の傑作と呼ばれる『雄呂血』の監督として知られる。

## 来歴・人物
1899年（明治32年）6月18日、東京市芝区三崎町（現在の港区三田4丁目）の葉茶屋の家に生まれた。本名は滝沢 吉之助（たきざわ きちのすけ）。3歳下の弟は映画監督の滝沢英輔（本名・憲）、孫はイラストレーターの原田治である。

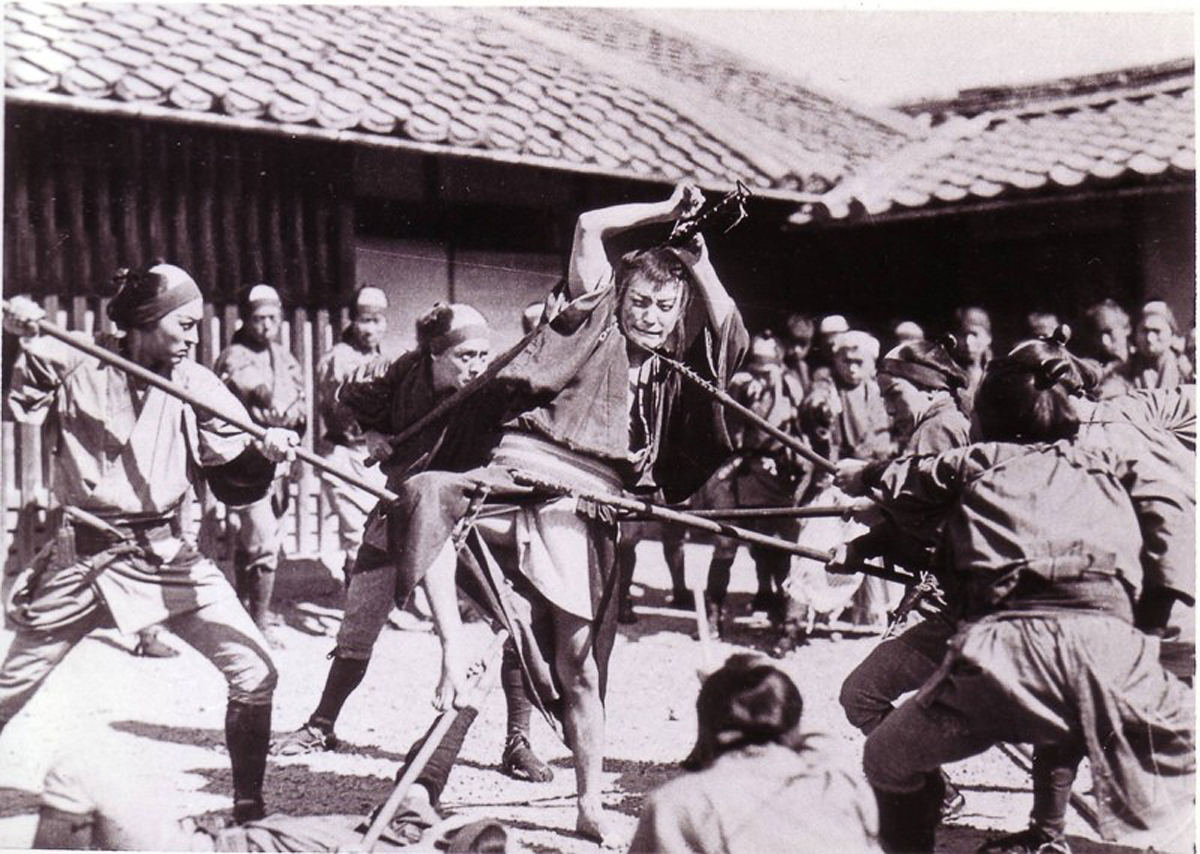
26歳で監督した大作『雄呂血』（1925年）。

中央大学経済科を中退し、1921年（大正10年）4月、横浜・山下町（現在の中区元町）の大正活映撮影所に入社、ハリウッド帰りの映画監督トーマス・栗原に師事、助監督と俳優を経験した。同年11月に獏与太平に率いられて内田吐夢、井上金太郎、江川宇礼雄らとともに京都入り、牧野省三の牧野教育映画製作所（等持院撮影所）に入社した。翌1922年の牧野監督の『実録忠臣蔵』に出演したのち、撮影部、整理部、脚本部を経て、1923年（大正12年）、24歳のときに『蜃気楼』で監督としてデビュー、同作は8月23日に公開された。
1925年（大正14年）、阪東妻三郎プロダクション製作、マキノ・プロダクション配給作品、阪東妻三郎主演、マキノ省三総指揮、寿々喜多呂九平オリジナル脚本による大作『雄呂血』の監督に抜擢された。同作は同年11月20日、浅草「大東京」ほかで公開され、大ヒットとなる。ハリウッドの巨匠ジョセフ・フォン・スタンバーグ監督は、同地の日本映画専門館に毎日のように通い、同作のなかで何百人が斬られるのかを数えたという。
1955年（昭和30年）12月21日公開の『復讐浄瑠璃坂』を最後に引退した。56歳のときであった。
1966年（昭和41年）3月28日に死去。満65歳没。妻は女優の鈴木信子である。没後の5年を経た1971年に『雄呂血』のプリントが発見され、上映会が行われ、以降NHKでもたびたび放映された。

## おもなフィルモグラフィ
出演
- 『実録忠臣蔵』 : 監督牧野省三、1922年

監督
Category:二川文太郎の監督映画
- 『蜃気楼』 : 1923年 - 監督デビュー作
- 『快傑鷹』 : 1924年
- 『逆流』 : 1924年
- 『雄呂血』 : 1925年
- 『照る日くもる日』第一篇・第二篇 : 1925年
- 『江戸怪賊伝 影法師』 : 1925年
- 『墓石が鼾する頃』 : 1925年
- 『新版大岡政談』 : 1928年

- 『怪談累ヶ淵』 : 1930年
- 『巷説・濡れつばめ』 : 1936年

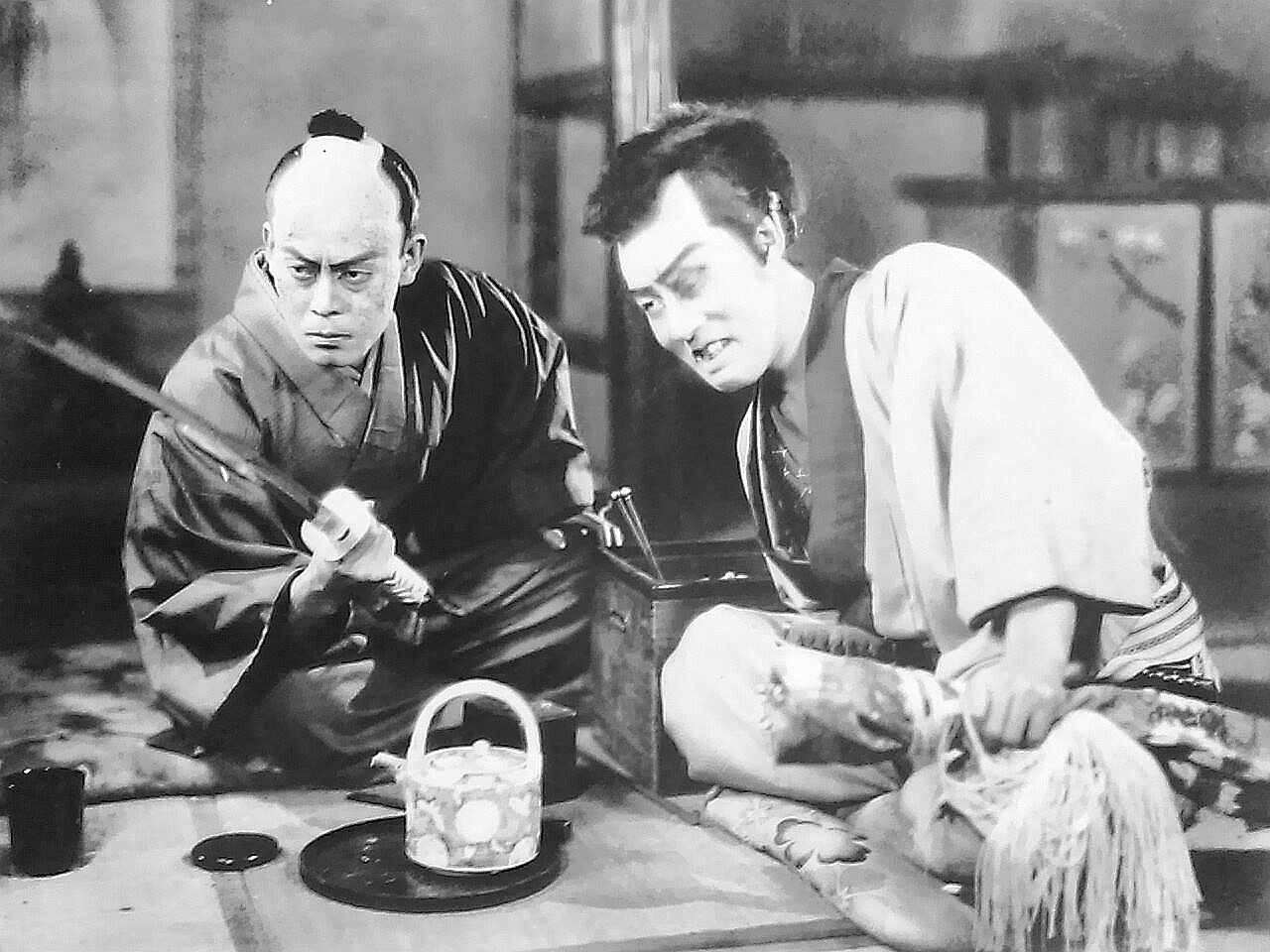
左から山本礼三郎と嵐長三郎（「新版大岡政談」）

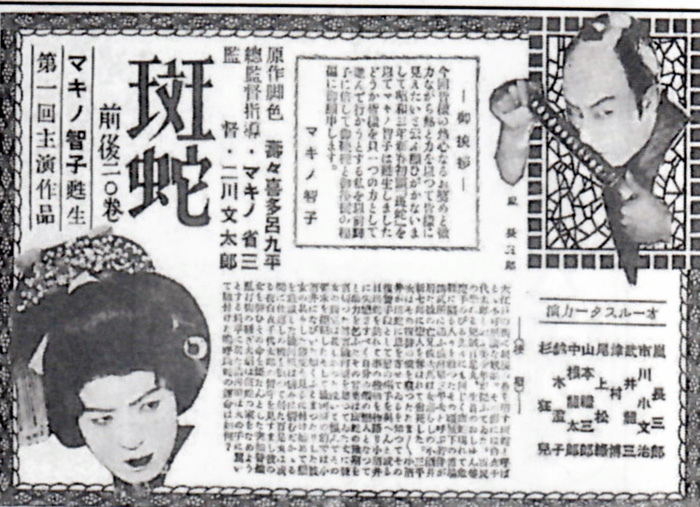
マキノ智子主演「斑蛇」（1928年）

- 『復讐浄瑠璃坂』 : 1955年 - 引退作・遺作

## 関連事項
- 大正活動映画 （トーマス・栗原、谷崎潤一郎）
- 牧野教育映画製作所 - マキノ映画製作所 （牧野省三）
- 阪東妻三郎プロダクション （阪東妻三郎）
- 松竹下加茂撮影所

## 註
1. 1 2 3  『日本映画監督全集』（キネマ旬報社、1976年）の「二川文太郎」の項（p.345）を参照。同項執筆は岸松雄。